# Barbie Girl
"Barbie Girl" pjesma je danske dance-pop grupe Aqua. Pjesma je objavljena u svibnju 1997. godine, kao treći singl s debitantskog studijskog albuma, Aquarium iz 1997. godine. Pjesmu su napisali Søren Rasted, Claus Norreen, René Dif, i Lene Nystrøm, a producirali Johnny Jam, Delgado, Rasted, i Norreen. Napisana je nakon što je Rasted vidio izložbu kič kulture u Danskoj, u kojoj su bile Barbie lutke.
Pjesma je dominirala ljestvicama svijeta, pogotovo u Europi, a u UK-u je bila broj jedan čak četiri tjedna. Na vrhu je bila i u Australiji, a u SAD-u se popela na sedmo mjesto Billboard Hot 100 ljestvice, gdje do danas jedini hit singl Aque, i jedina koja se popela u prvih 20 na Billboard Hot 100. Najpoznatiji je uradak Aque.
Sastav je pjesmu izveo u intervalu nastupa na Euroviziji 2001. godine. Pjesma je također bila subjekt kontroverzne parnice između Mattel i MCA Records.

## Pozadina
Tekst pjesme je o Barbie i Kenu, lutkama iz proizvodnje Mattel. Lene Nystrøm utjelovljuje Barbie, dok René Dif utjelovljuje Kena. Zbog teksta i samog glazbenog videa, Mattel je tužio MCA Records.
Poruka na kutiji Aquarium CD-a jasno je dala do znanja da "je pjesma Barbie Girl socijalni komentar te da nije napravljena ni odobrena od strane proizvođača lutaka."

## Kritike

### Recenzije
Stephen Thomas Erlewine iz AllMusica, opisao je pjesmu kao "jednom od onih neobjašnjivih fenomena pop kulture" i "nevjerojatno zaraznom," uz komentar da je pjesma "zabavna euro-dance pjesma koja sija sa ženstvenosti i Barbie lutkama."

### Zarada
"Barbie Girl" se prodala u više od 8 milijuna primjeraka diljem svijeta.

## Zasluge
Popis zasluga navodi se prema informacijama iznesenim na CD singlu „Barbie Girl” i albumu Aquarium.
Aqua
- Søren Rasted – tekst, produkcija, miksanje, aranžiranje
- Claus Norreen – tekst, produkcija, miksanje, aranžiranje
- René Dif – vokali, tekst
- Lene Nystrøm – vokali, tekst

Ostalo osoblje
- Fjodor Øxenhave – frizure i šminka
- Bjarne Lindgreen – stiliziranje
- Peter Stenbæk – ilustracije
- Robin Skoldborg – fotografija